# Harald Spörl
Harald Spörl (ur. 31 października 1966 w Bambergu) – niemiecki piłkarz występujący na pozycji pomocnika. Obecnie jest skautem Hamburgera SV.

## Kariera klubowa
Spörl karierę rozpoczynał jako junior w klubie VfL Frohnlach. Potem był graczem 1. FC Bamberg. W 1987 roku trafił do pierwszoligowego Hamburgera SV. Pierwszy mecz w barwach tego klubu zaliczył 28 sierpnia 1987 w wygranym 3:0 meczu Pucharu Niemiec z FC Homburg (3:0). Natomiast w Bundeslidze zadebiutował 3 października 1987 w wygranym 3:1 pojedynku z Bayerem Uerdingen. W tamtym spotkaniu strzelił także gola. W debiutanckim sezonie 1987/1988 zagrał w 17 ligowych meczach i zdobył w nich 3 bramki. Od początku następnego sezonu stał się podstawowym graczem HSV. W sezonie 1995/1996 z 14 golami na koncie uplasował się w czołówce tabeli strzelców Bundesligi. W sezonie 1998/1999 stracił miejsce w składzie i stał się rezerwowym zawodnikiem HSV. W sezonie 1999/2000 zajął z klubem 3. miejsce w lidze i po wygranych eliminacjach awansował z nim do Ligi Mistrzów. W HSV spędził w sumie 14 lat, w ciągu których rozegrał tam 321 ligowych spotkań i strzelił w nich 60 goli.
W styczniu 2001 roku odszedł do drugoligowego LR Ahlen. Zadebiutował tam w przegranym 0:1 ligowym spotkaniu z 1. FC Nürnberg. W Ahlen grał do sierpnia 2001. Zagrał tam w sumie w 12 ligowych meczach i zdobył 3 bramki.

## Kariera trenerska
Po zakończeniu kariery Spörl został trenerem. Najpierw był szkoleniowcem piłkarzy Bayernu Hof, potem przez krótki czas grającym trenerem 1. FC Hersbruck, a od 2002 roku jest skautem Hamburgera SV.